# Бульвар Дмитрия Донского
Бульва́р Дми́трия Донско́го — бульвар в районе Северное Бутово Юго-Западного округа Москвы. Назван в 1992 году в честь великого князя Московского и Владимирского Дмитрия Донского (1350—1389). Расположен с севера на юг от Старобитцевской улицы до улицы Академика Глушко. Наименование «Бульвар» в данном случае носит условный характер.
Бульвар Дмитрия Донского пересекают Ратная улица и Улица Грина. Непосредственно к нему примыкают улицы Старокачаловская и Знаменские Садки. На Бульваре Дмитрия Донского расположена одноимённая станция метро Серпуховско-Тимирязевской линии с переходом на станцию «Улица Старокачаловская» Бутовской линии метро и храм Параскевы Пятницы.

## Транспорт

### Метро
- Станции метро «Бульвар Дмитрия Донского» и «Улица Старокачаловская» — середина бульвара

### Автобус
- № 94: от Старокачаловской улицы до улицы Грина и обратно
- № 101: от Старокачаловской улицы до улицы Академика Глушко и обратно
- № 108: от Старобитцевской улицы до улицы Грина и обратно
- № 146: от Старокачаловской улицы до улицы Грина и обратно
- № 213: от Старобитцевской улицы до улицы Академика Глушко, обратно — от улицы Академика Глушко до Ратной улицы
- № 668: от Старокачаловской улицы до Ратной улицы, обратно — от Старобитцевской улицы до Старокачаловской улицы
- № 737: от Старокачаловской улицы до улицы Грина и обратно
- № 813: от Старобитцевской улицы до улицы Грина, обратно — от улицы Знаменские Садки до Старобитцевской улицы
- № 948: от Старокачаловской улицы до улицы Грина и обратно
- № е91: от Старокачаловской улицы до улицы Грина и обратно
- № 1004: от Старокачаловской улицы до улицы Грина и обратно
- № С53: от улицы Знаменские Садки до улицы Грина и обратно
- № н8: от Старокачаловской улицы до улицы Грина и обратно